# Taïga
Cet article concerne la région géographique. Pour les autres significations, voir Taïga (homonymie).
Ne doit pas être confondu avec Toundra.
Localisation
La taïga, du russe тайга venant de l'altaï tayγa, aussi appelée forêt boréale ou encore forêt hudsonienne, est l'un des principaux biomes terrestres. Fortement liée au climat subarctique, elle consiste en une formation végétale de type forestière parcourue par un vaste réseau lacustre résultant de l'érosion fluvioglaciaire. Sa végétation a la particularité d'être la plus vaste continuité boisée de la planète et occupe à elle seule 10 % des terres émergées. Elle couvre la majorité des territoires intérieurs de l'Alaska (États-Unis), du Canada, de la Scandinavie (Norvège, Suède), de la Finlande, du Nord de l'Écosse (Highlands), de la Russie, de l'Islande, de Saint-Pierre-et-Miquelon (France), du nord-ouest de la Chine et du nord de l'île de Hokkaidō (Japon). Elle abrite une avifaune fortement diversifiée et sert de refuge à de nombreuses espèces animales par ailleurs menacées telles le loup, l'ours brun, le grizzli, l'ours kodiak, le lynx, le renard polaire, le castor, le glouton (ou carcajou), le bison des bois, le renne (ou caribou) ou encore l'élan (ou orignal).
Sur le plan culturel, pour les Européens, la taïga renvoie à l'imaginaire collectif du « Grand Nord sauvage », des chiens de traîneau, de l'univers de Jack London, de James Oliver Curwood et des pionniers européens d'Amérique du Nord : trappeurs, voyageurs, coureurs des bois et chercheurs d'or. La traite des fourrures en provenance de la taïga a longtemps fait la fortune des colons français et britanniques et fut l'occasion des premières relations commerciales avec les autochtones des Premières Nations. Pour les Québécois d'aujourd'hui, la forêt boréale est d'abord et avant tout un lieu concret qui borde bien des routes et des chalets et qui abrite presque toute la production d'électricité québécoise, mais en même temps, la grande majorité des habitants vivent dans des zones à forêt mixte un peu plus au sud ; l'imaginaire collectif y connaît des récits d'habitants tels Maria Chapdelaine et Les Filles de Caleb[Lesquels ?] bien plus que des récits d'explorateurs traduits de l'américain.
Aujourd'hui les principales ressources qu'elle offre sont l'exploitation minière, pétrolière, gazière, hydroélectrique ainsi que le commerce du bois.

## Étymologie
Le nom « taïga » est la transposition d'un mot russe qui s'écrit en cyrillique тайга, lui-même issu de tayγa, qui en altaï, langue turque parlée dans la République de l'Altaï, désigne une montagne forestière. Le mot correspond au turc daǧ, qui signifie montagne.
La taïga est également désignée sous le nom de forêt boréale, du latin borealis, dérivant lui-même du nom du titan grec Βορέας (Borée) personnifiant le vent venu du Nord. La partie canadienne de la taïga est ainsi couramment désignée sous le nom de forêt boréale canadienne. La dénomination landes est parfois utilisée en référence à une forêt claire de conifères krummholz parsemant une végétation de bruyère. C'est le cas pour les landes océaniques du Sud d'Avalon et de Burin, où des sapins baumiers krummholz prédominent.

## Géographie

### Situation

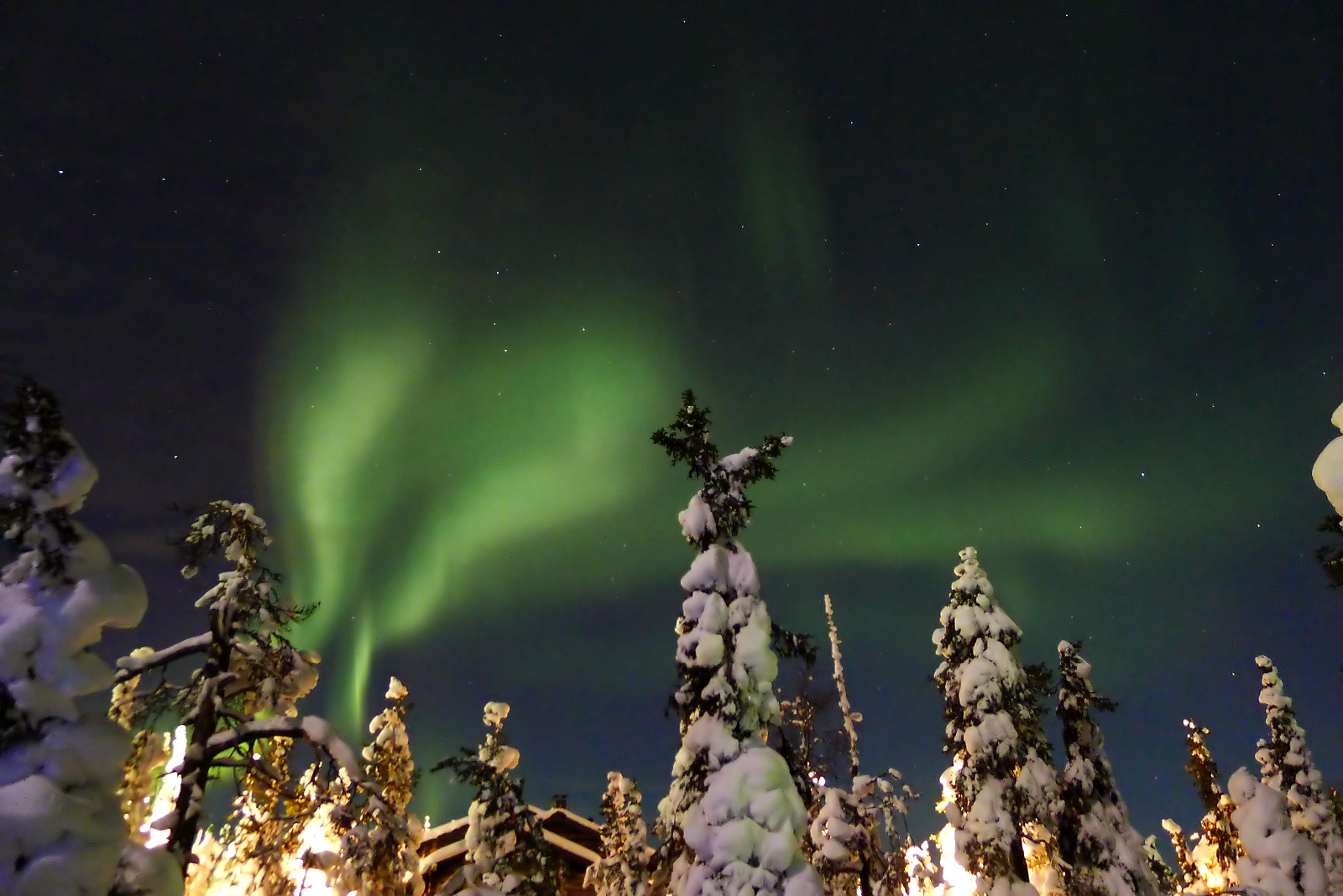
Aurore boréale dans la taïga finlandaise

La taïga dessine en fait une large bande au sud de la toundra des régions arctiques. Elle apparaît dans l’hémisphère nord comme un vaste anneau circumpolaire, presque continu sur 12 000 km dont environ 7 000 km en Eurasie et 5 000 km en Amérique du Nord. La taïga est simplement interrompue par le détroit de Béring et par l’océan Atlantique. Elle s'étend sur 15 100 000 km2, ce qui correspond à 10,3 % des terres émergées. Cette zone couvre donc la majorité des terres intérieures nordiques du Canada, de l'Alaska, de la Fennoscandie et du nord de la Russie. Elle est délimitée au nord par la toundra, et au sud par la zone sub-taïga dans laquelle les conifères deviennent minoritaires mais continuent à dominer la strate supérieure de la végétation. Selon le climat, la taïga s'étend de part et d'autre du cercle polaire arctique du 45e parallèle nord pour la part la plus méridionale au 70e parallèle nord pour la part la plus septentrionale.
La haute latitude induit une très forte variation saisonnière entre l'hiver et l'été. Plus on s'avance vers le nord et plus la durée d'ensoleillement est réduite durant la période hivernale, puis une fois traversé le cercle polaire arctique (66° 33' 44" ), le soleil ne se lève pas durant plusieurs jours de l'hiver. L'été, il ne se couche pas dans les mêmes proportions, ce phénomène s'appelle jour polaire ou soleil de minuit. Aux latitudes plus basses, sous le cercle polaire, la « nuit » prend la forme d'un long crépuscule qui se confond avec l'aube, c'est le phénomène de nuit blanche.
La taïga couvre la « zone aurorale » située entre 65 et 75° de latitude, où se produisent les aurores polaires, caractérisées par l’apparition de voiles extrêmement colorés dans le ciel nocturne.

### Écorégions

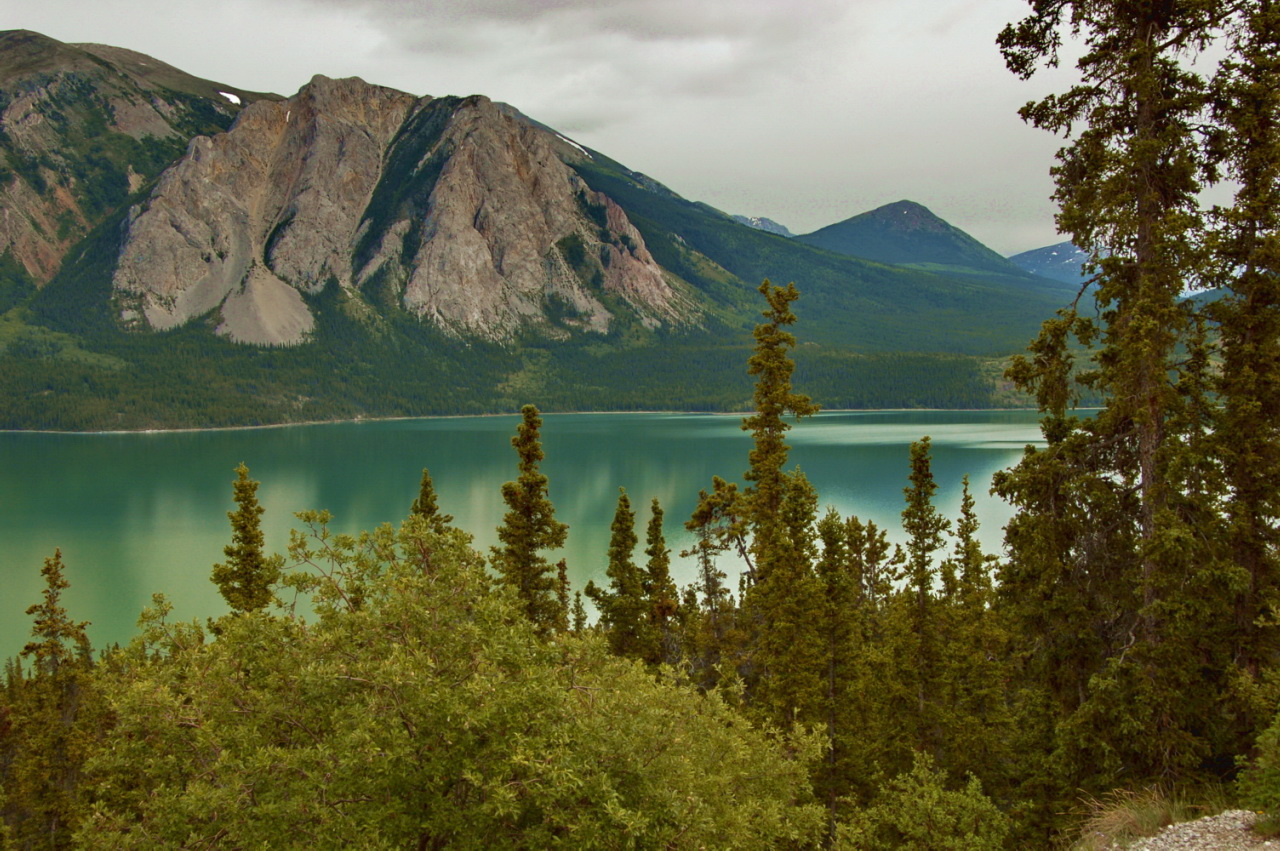
Végétation des berges du fleuve Yukon, près de Whitehorse (Forêts sèches de l'intérieur du Yukon, Néarctique)

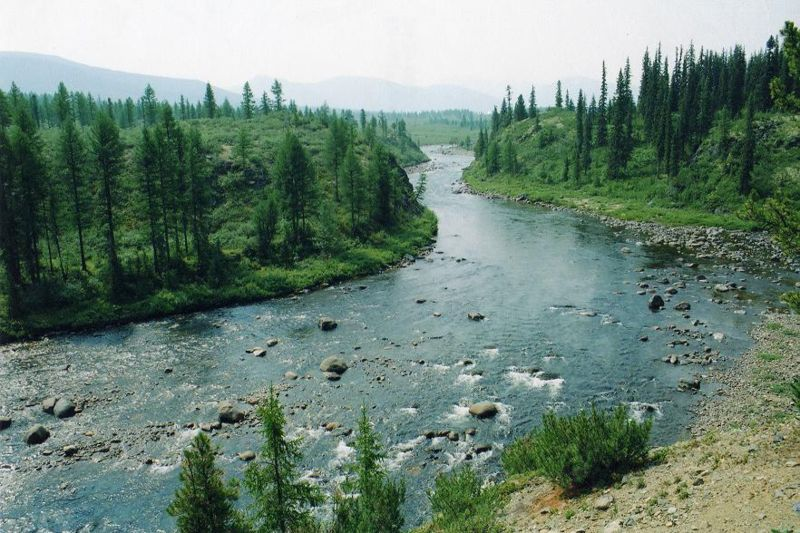
La rivière Tchaïa en Sibérie orientale (Taïga de Sibérie orientale, Paléarctique)

Les écorégions terrestres du WWF permettent de dresser une cartographie globale de la biodiversité terrestre, reflétant au mieux la répartition de la faune et de la flore. Un découpage biogéographique en écorégions (14 biomes et les zones terrestres abiotiques) a été formalisé en 2001 par le Fonds mondial pour la nature (World Wide Fund for Nature, WWF) de manière à servir d'outil pour les programmes de conservation de la nature. Les écorégions sont définies comme des « unités relativement importantes de terres contenant un assemblage distinct de communautés et d'espèces naturelles, avec des limites qui se rapprochent de l'étendue originelle des communautés naturelles avant les grands changements d'utilisation du sol [par l'humain] ». Les écorégions de la taïga se répartissent dans deux écozones : le Néarctique en Amérique du Nord et le Paléarctique en Europe et en Sibérie.
Dans l'écozone Néarctique, la taïga couvre essentiellement le Canada et l'Alaska, sa subdivision en écorégions se fait de la manière suivante :
- forêts canadiennes médiocontinentales (369 628 km2,  Canada) ;
- forêts de l'Est du Canada (488 587 km2,  Canada) ;
- forêts des hauts plateaux de Terre-Neuve (16 391 km2,  Canada) ;
- forêts des Muskwa et du Lac des Esclaves (263 806 km2,  Canada) ;
- forêts du Bouclier canadien central (463 345 km2,  Canada) ;
- forêts du Bouclier canadien occidental (548 394 km2,  Canada) ;
- forêts du Nord de la Cordillère (264 234 km2,  Canada) ;
- forêts sèches de l'intérieur du Yukon (62 742 km2,  Canada) ;
- landes océaniques du Sud d'Avalon et de Burin (2 035 km2,  Canada) ;
- taïga des basses-terres de l'intérieur de l'Alaska et du Yukon (446 261 km2,  États-Unis,  Canada) ;
- taïga des Territoires du Nord-Ouest (348 147 km2,  Canada) ;
- taïga du Bouclier canadien oriental (757 250 km2,  Canada) ;
- taïga du Bouclier canadien septentrional (617 319 km2,  Canada) ;
- taïga du Sud de la Baie d'Hudson (375 339 km2,  Canada).

Dans l'écozone Paléarctique, la taïga couvre la majeure partie de la Norvège, de la Suède, de la Finlande, de la Russie du Nord et de la Sibérie. Elle est répartie à travers les écorégions suivantes :
- taïga de Sibérie occidentale (1 680 245 km2,  Russie) ;
- taïga de Sibérie orientale (3 922 555 km2,  Russie) ;
- taïga scandinave et russe (2 156 900 km2,  Norvège,  Suède,  Finlande,  Russie) ;
- toundra d'altitude et taïga de l'Oural (175 548 km2,  Russie) ;
- taïga des highlands écossais.

### Climat
Les écosystèmes de la taïga connaissent des températures annuelles moyennes se situant généralement sous 0 °C. Les températures moyennes d’été se situent entre 10 et 15 °C, mais les moyennes minimales d'hiver peuvent descendre au-dessous de −30 °C. La taïga est soumise à une échelle climatique allant du climat subarctique à un climat continental humide. Ce dernier cas concerne la partie de la taïga située à la plus basse latitude. Selon la classification de Koppen, le climat continental humide peut se décomposer en deux catégories. Il s'agit des catégories Dfa et Dfb, la taïga ne se développe que dans la catégorie Dfb. On retrouve ce climat dans le sud de sa partie canadienne et européenne. Plus au nord, le climat subarctique est un climat intermédiaire entre le climat tempéré et le climat polaire. Ce climat correspond à la catégorie Dfc de la classification de Koppen. On retrouve ce climat dans le nord de la partie canadienne et européenne de la taïga ainsi que dans sa partie sibérienne et Alaskane.
| Mois                     | jan.  | fév.  | mars  | avril | mai   | juin  | jui.  | août  | sep.  | oct. | nov.  | déc.  | année   |
| ------------------------ | ----- | ----- | ----- | ----- | ----- | ----- | ----- | ----- | ----- | ---- | ----- | ----- | ------- |
| Température moyenne (°C) | −26,8 | −23,4 | −17,3 | −5,3  | 5,6   | 13,5  | 16,8  | 14,2  | 7,1   | −1,7 | −13,8 | −27,3 | −4,6    |
| Ensoleillement (h)       | 45,3  | 104,1 | 189,2 | 270,6 | 338,1 | 380,1 | 370,2 | 283,7 | 155,5 | 61,8 | 42    | 24,2  | 2 264,8 |
| Précipitations (mm)      | 14,1  | 12,9  | 13,4  | 10,8  | 19,1  | 26,9  | 35    | 40,9  | 32,9  | 35   | 23,5  | 16,3  | 280,7   |
| dont pluie (mm)          | 0     | 0     | 0,2   | 2,4   | 14,5  | 26,9  | 35    | 40,9  | 29,5  | 14,7 | 0,2   | 0,2   | 164,5   |
| dont neige (cm)          | 18,8  | 17,8  | 17,3  | 10,2  | 4,4   | 0     | 0     | 0,1   | 3,1   | 23   | 34,2  | 23    | 151,8   |

### Sol

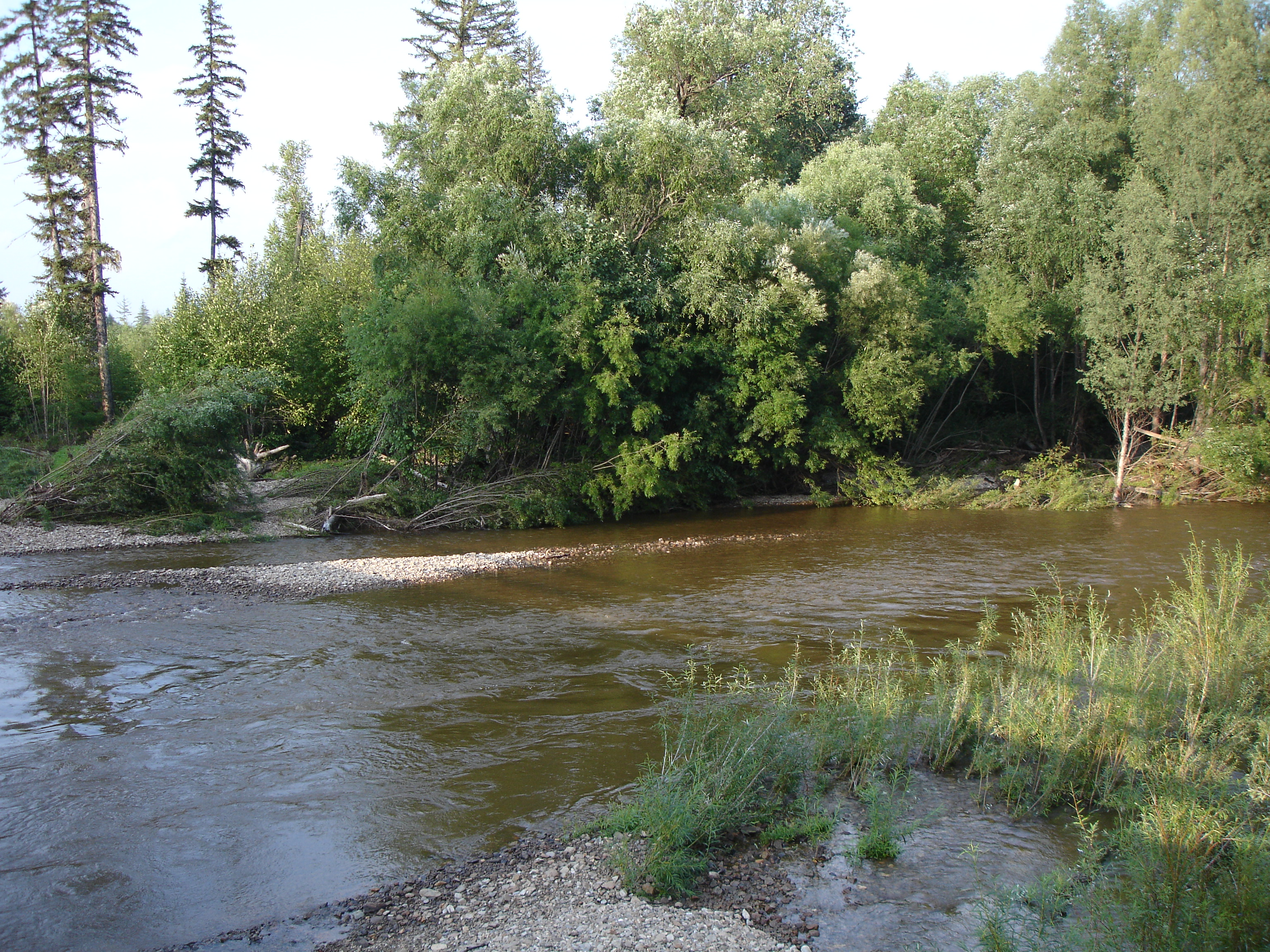
Arbres couchés par l'eau et érosion naturelle des berges, phénomène naturel et normal après chaque dégel ici au nord de Khabarovsk.

Le sol de la taïga est naturellement très acide, en raison du climat et de la végétation, il est dénommé podzol ou podzosol. Il est pour cette raison particulièrement sensible et vulnérable aux phénomènes dits de « pluies acides ». Les métaux lourds y sont aussi — en raison de l'acidité — plus mobiles et plus bioassimilables. En forêt boréale les racines et leurs champignons symbiotes déterminent la quantité de carbone séquestrée par les sols de la taïga. Sous ce climat froid, les matières organiques (feuilles, bois) issus des végétaux et les cadavres et excréments animaux se décomposent lentement en dégageant des acides organiques. Ces acides réagissent avec les quelques bases restant dans le sol (calcaire ou autre) et les entraînent vers les nappes et rivières par le phénomène du lessivage. Résultat, les sols sont à la fois pauvres en éléments minéraux utiles aux arbres et très acides.
Localement, les tourbières, tant qu'elles ne se minéralisent pas (à la suite d'un drainage et d'une sécheresse par exemple), sont cependant très stables et constituent en été de bonnes réserves d'eau et d'importants stocks et puits de carbone planétaires. Asséchées, elles peuvent brûler et constituer des foyers durables d'incendies de forêts. Ce sol acide se retrouve également dans les régions tempérées à conifères, cette pédogenèse en partie due aux persistants (notamment les grands conifères tels les épicéas et pins).
Le sol de la taïga subit aussi directement l'effet des fortes variations saisonnières à travers le cycle gel-dégel. En bordure de cours d'eau, les sols des berges sont fréquemment emportés par les crues dues au dégel et sont sources de matériaux qui forment les méandres. Au moment du dégel de certains quasi-pergélisols, des phénomènes de cryoturbation peuvent conférer au sol une structure particulière (répétition parfois géométriques de cellules, poches et parfois puits de cryoturbation).

## Biodiversité

### Végétation

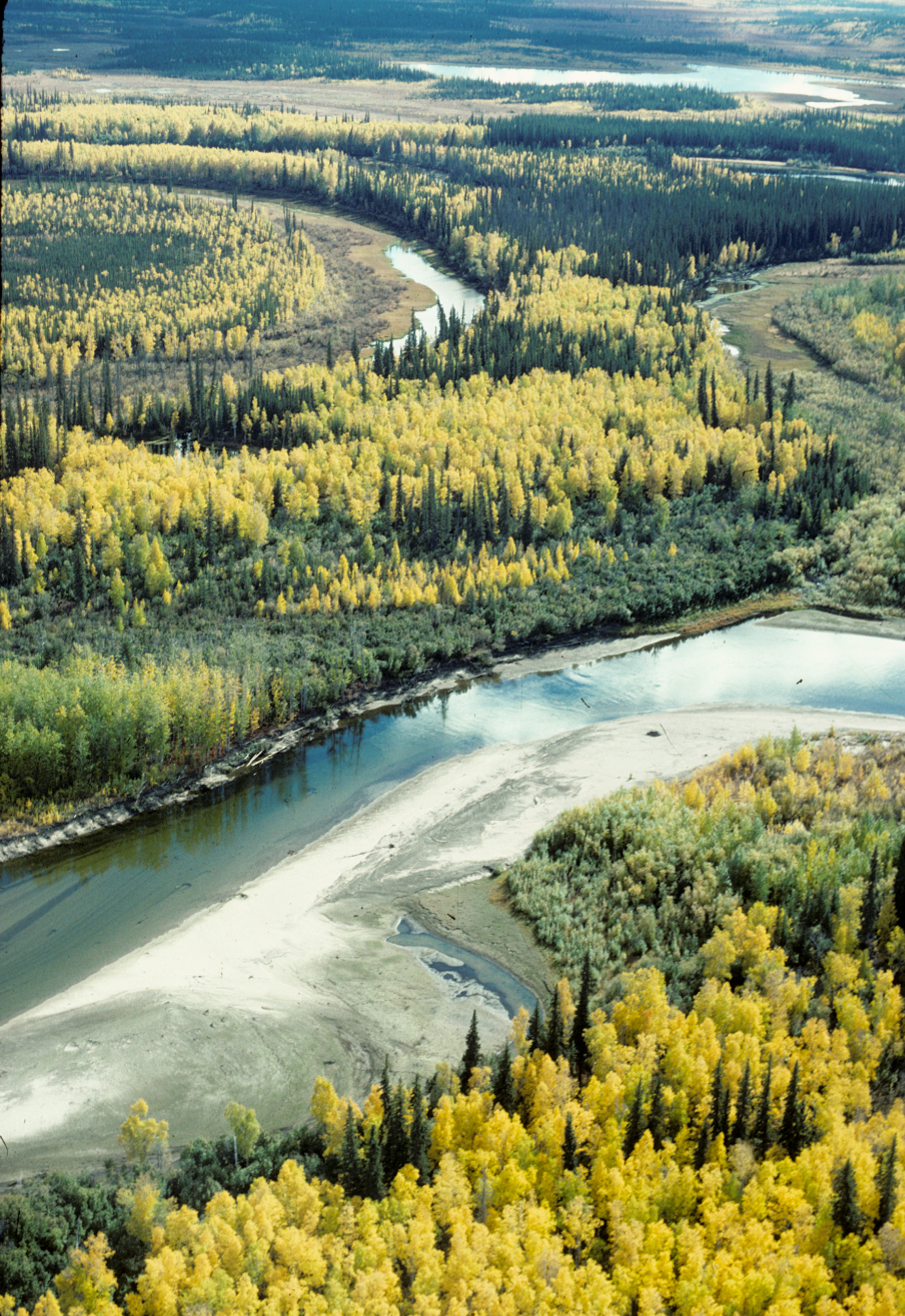
Taïga en Alaska.

Les arbres les plus répandus dans la taïga sont des conifères adaptés au froid, comme les mélèzes, les épicéas, les pins et les sapins. Leur forme conique fait glisser la neige et leurs aiguilles sont couvertes d'un enduit cireux qui les protège du gel. Leur couleur vert foncé absorbe les faibles rayonnements du soleil et favorise la photosynthèse[réf. nécessaire].
On trouve également des feuillus, notamment les bouleaux, les saules, les peupliers et les sorbiers. On les trouve notamment en bordure de cours d'eau et dans les chablis, perturbations qui constituent l'un des stades du cycle sylvogénétique de la taïga, qui entretient sa microtopographie (l'épinette se régénère mieux sur les bosses laissées par les chablis (ou sur du bois-mort) que sur des surfaces non perturbées).

### Faune
C'est la zone la plus au Nord dans laquelle les espèces qui ont besoin de quelques arbres peuvent survivre.
Un nombre considérable d'oiseaux tels que la grive de Sibérie (ou grive obscure), le bruant à gorge blanche et la paruline à gorge noire migrent vers cet habitat pour tirer profit des longues journées d'été et de la nourriture abondante en insectes durant cette saison.
Quelques oiseaux carnivores et certains grands oiseaux omnivores peuvent y trouver des proies vivantes ou des carcasses qui sont également présentes dans cette zone pendant l'hiver. Parmi ceux-ci, le bec croisé, l'aigle doré et le busard.
Relativement peu de mammifères peuvent faire face aux durs hivers. Parmi ceux qui le peuvent, on trouve l'élan, le lynx, le tigre de Sibérie, la panthère de l'Amour, le loup, le castor, le lièvre des neiges, le lemming, le campagnol des rochers, le caribou, plusieurs espèces d'ursidés (dont l'ours brun) et plusieurs membres de la famille des mustélidés tels que le glouton (aussi appelé carcajou), la belette pygmée et la martre des pins.

## Écologie
La taïga russe a perdu en moyenne 1,4 million d’hectares de paysages forestiers intacts (IFL) par an en moyenne entre 2000 et 2013.
La forêt boréale absorbe plus de dioxyde de carbone que la forêt tropicale, selon une équipe de chercheurs du CEA et de l'Inrae. Entre 2010 et 2019, les arbres des forêts boréales mondiales auraient capturé 500 millions de tonnes chaque année. Les forêts boréales jeunes (moins de 50 ans) et d'âge moyen (50-140 ans) sont particulièrement efficaces dans leur capture du carbone en raison de leur propension à se développer.

### Les feux de forêts boréales
La forêt boréale est un biome particulier, en ce sens que cet écosystème est régulé particulièrement par de grandes perturbations majeures, à l’inverse des autres couverts forestiers (hormis en lisière de désert). Les populations végétales y sont contrôlées par les successions d’attaques d’insectes ravageurs, d’épisodes anecdotiques et surtout, par les feux de forêts. Ces larges incendies peuvent ravager de très larges superficies, et ce à des vitesses difficiles à concevoir, pouvant aller jusqu’à une vingtaine de kilomètres par heure dans des conditions optimales. Également, la quantité d’énergie relâchée est gigantesque, pouvant atteindre 500 000 kJ/m2 dans un laps de temps très court. Ces chiffres montrent l’un des effets cruciaux de ces feux : ils consomment la litière et l’humus accumulé sous le couvert forestier et les feux de plus en plus intenses brûlent le carbone du sol plus en profondeur. Or, dans les régions nordiques, la décomposition de la nécromasse végétale est ralentie par les basses températures et le milieu acide formé par les communautés de résineux. Avec l’aide du feu, cette matière organique est minéralisée et en partie réutilisée par les plantes qui repoussent. Ce recyclage est important, entre autres pour le cycle de l’azote, dont d’énormes quantités peuvent se retrouver emmagasinées dans l’humus. En étant relâché, il permet en même temps d’abaisser l’acidité du sol et de favoriser sa nitrification. Dans le passé, les feux ravageaient le milieu boréal selon certains cycles (un incendie environ tous les 200 ans en moyenne estime-t-on), mais le dérèglement climatique anthropique semble avoir déjà augmenté la taille, la fréquence et l'intensité des incendies en zone boréale. Les jeunes forêts boréales qui ont poussé sur des incendies antérieurs récents peuvent alors en brûlant trop tôt « devenir une source nette de carbone dans l’atmosphère après des incendies consécutifs et faire basculer le bilan carbonique boréal d’un puits à une source », avec un risque de boucle de rétroaction catastrophique. En 2013, le régime de ces incendies dépassait ce qu'il était depuis 10 000 ans (fin de la dernière glaciation).
Un autre aspect écologique des feux, crucial pour le milieu, est démontré par le phénomène de sérotinie. Cette stratégie a été observée chez des gymnospermes comme le pin gris et le pin tordu par exemple. Elle consiste à former un cône stockant les graines de l’individu, très résistant aux prédateurs et aux conditions externes. Le cône est protégé par une couche de résine qui fond au contact de la chaleur du feu. Tant que cet élément déclencheur n’est pas présent, les cônes s’accumulent au sol, formant une banque de graines que les arbres pourront utiliser. Les graines, lors des incendies, sont alors relâchées dans le nouveau milieu vierge de végétation,. Cette stratégie présente un net avantage pour qui la pratique, puisqu’elle permet d’assurer à sa descendance une chance de croître dans un milieu favorable, riche en nutriments, et à la fois libre de compétition. En effet, le feu ne fait pas d’exception, et les compétiteurs potentiels disparaissent après son passage.
La présence de feux dans une communauté végétale semble aussi définir sa composition : les incendies forestiers pourraient ne pas toujours « perturber » l’écosystème, mais viennent stabiliser la présence d’espèces adaptées sur certains sites. Ainsi, dans les milieux brûlant fréquemment, le pin gris est une espèce dominante de l’habitat, mais si le cycle de feu est trop long, il peut se retrouver évincé du milieu par des compétiteurs. Tandis que dans les endroits humides, peu susceptibles aux flammes, l’on retrouve surtout de l’épinette noire.
Une fréquence accrue des feux menace toutefois les espèces qui y sont un peu plus vulnérables et leur intensité accrue menace le puits de carbone forestier et est source de gaz à effet de serre. Depuis 2010 au moins, des chercheurs craignent que le puis de carbone de la taïga soit en train de se réduire, à cause de feux anormalement fréquents, amples et puissants

## Peuples autochtones

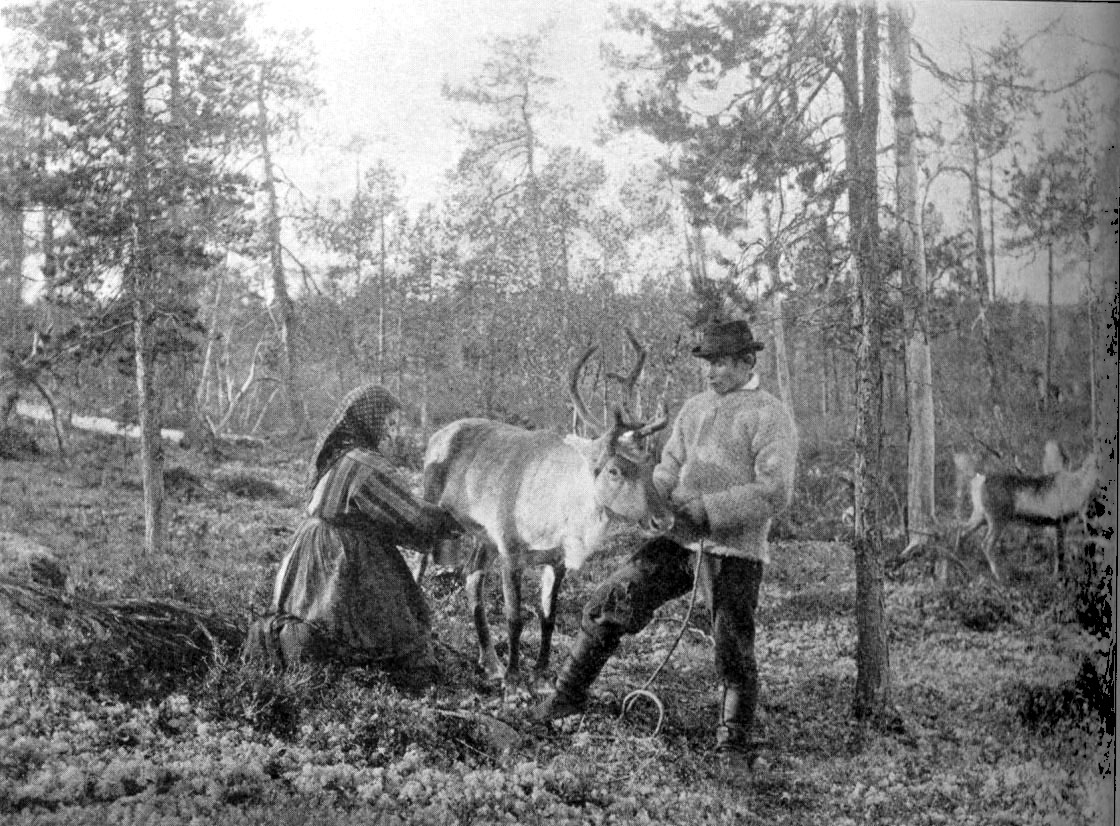
Traite d'un renne dans la taïga

La taïga est une zone à faible densité de population. La rigueur du climat rend très difficile le développement d'une activité agricole ce qui a longtemps maintenu les peuples autochtones dans une situation de chasseurs-cueilleurs ou de pastoralisme nomade[Passage problématique]. Ainsi la chasse, la pêche et la cueillette furent le mode de subsistance exclusif des Amérindiens vivant dans la taïga nord-américaine tandis que les populations sibériennes et européennes se sont davantage spécialisées dans l'élevage de rennes. Presque toutes les parties de l'animal sont utilisées par les autochtones. Le renne passe la période froide dans la taïga mais a besoin de migrer vers la toundra durant la courte période estivale ; il y trouve de la nourriture en abondance, ce qui permet la croissance des jeunes de l'année et l'accumulation de réserves pour l'hiver. Ce mode de vie impose l'élaboration d'un habitat mobile, facilement transportable, le plus souvent constitué de tentes.
Bien que les autochtones européens furent christianisés très tôt, l'ensemble des peuples de la taïga pratiquaient à l'origine le chamanisme.

### Autochtones européens
Les autochtones  habitent la taïga scandinave et russe. Cette écorégion terrestre est la plus vaste du continent européen couvrant 2 156 900 km2. Les Samis vivent dans la partie occidentale tandis que les Komis vivent dans la partie orientale. Ces deux peuples parlent des langues apparentées faisant partie de la famille des langues finno-ougriennes.
- Les Samis sont également appelés « Lapons » et habitent une zone qui couvre le nord de la Suède, de la Norvège et de la Finlande ainsi que la péninsule de Kola en Russie. Leur nom, Sami dans leur propre langue, est également parfois traduit par les termes « Sames », « Samés », « Sâmes » ou « Saami ». Ils parlent différentes langues sames et occupent l'ensemble de la Laponie qu'ils désignent sous le nom de Sápmi. Leur mode de vie est traditionnellement basé sur la pêche et l'élevage de rennes. Ils tirent du renne son lait, sa viande, sa fourrure, ses bois et sa peau. On distingue deux types d'habitats samis : la goahti et la lavvu. La goahti désigne généralement une hutte munie d'une porte et dont la structure est en bois courbé, recouverte de terre et de végétaux. Elle est utilisée comme habitation d'hiver. À l'inverse la lavvu est une tente utilisée comme habitation d'été et pendant les déplacements. Cette dernière était jadis faite de longue branches recouvertes de peaux de renne liées par des tendons de ce même cervidé. Le joik, chant a cappella, fait partie des modes d'expression traditionnelle du peuple saami. Les Samis se convertirent au christianisme à partir du XIIe siècle.

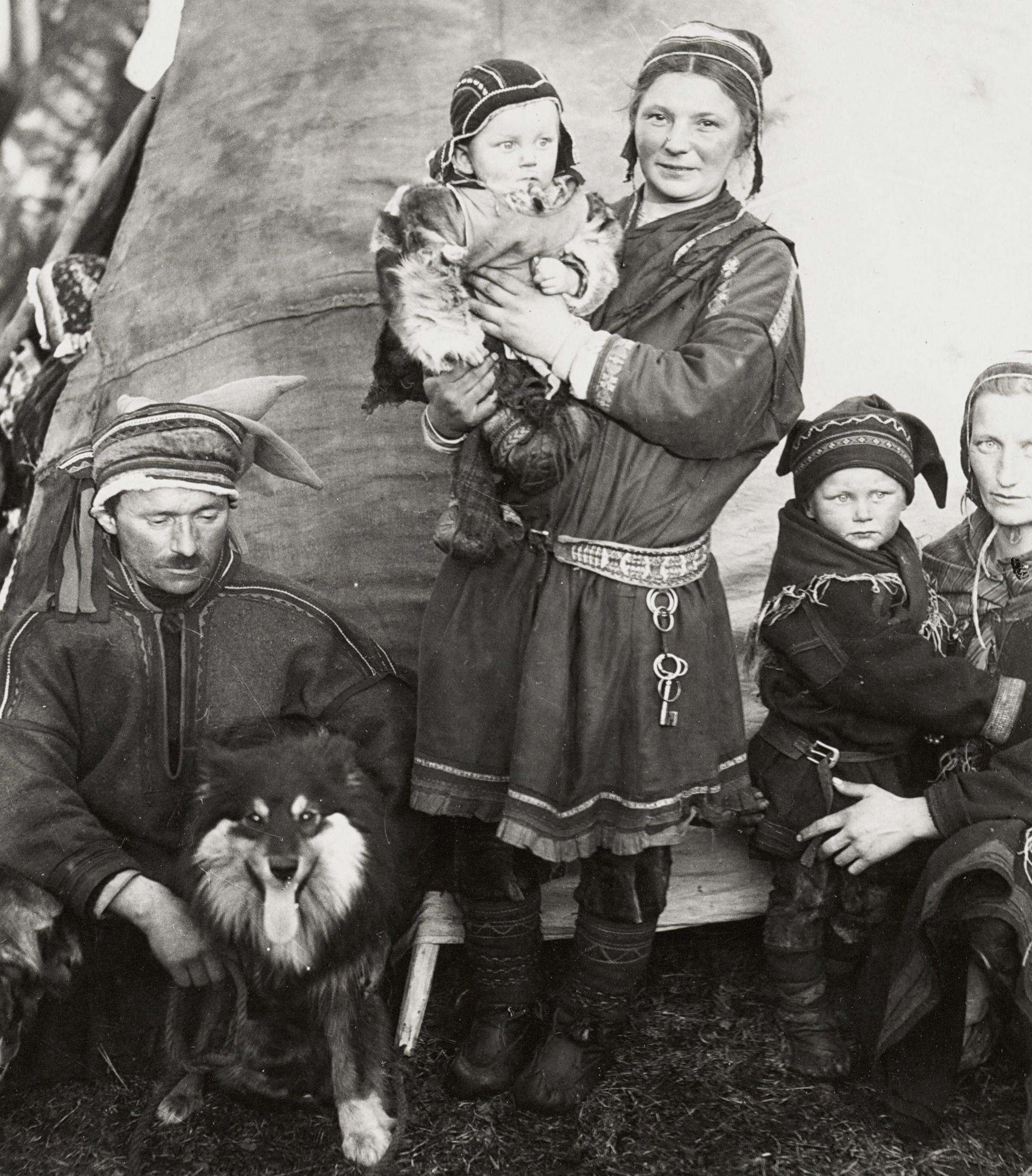
Famille samie en 1936.
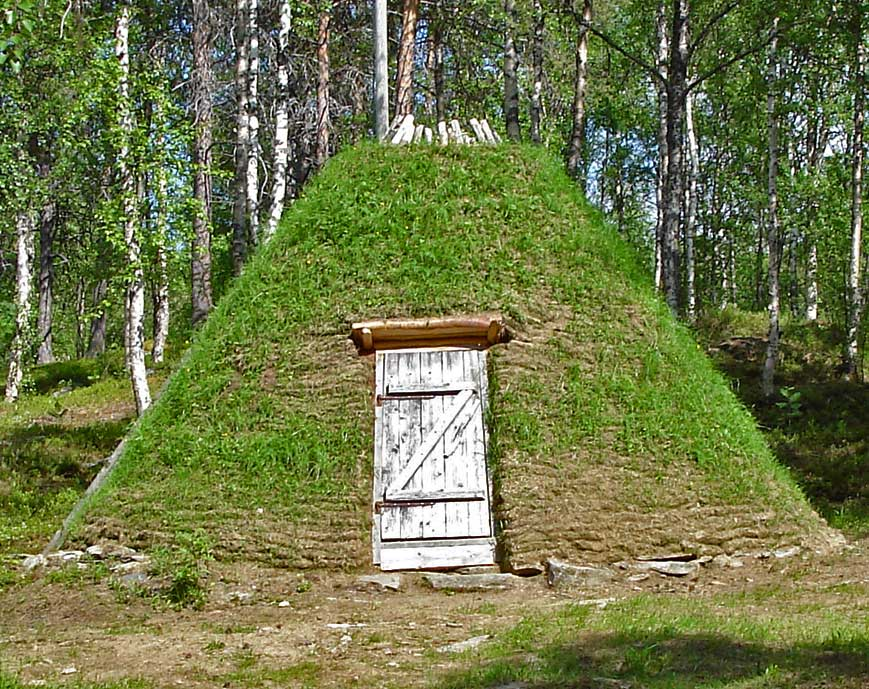
Une hutte goahti.
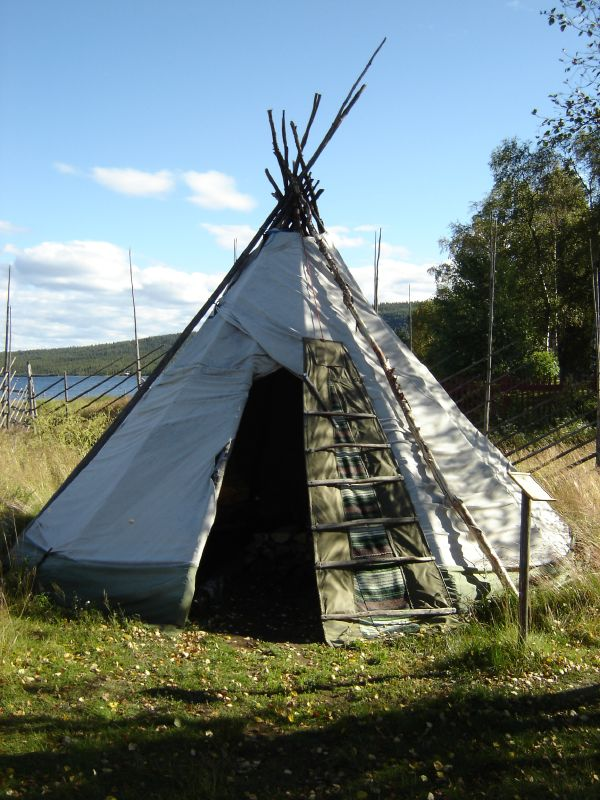
Une tente lavvu.
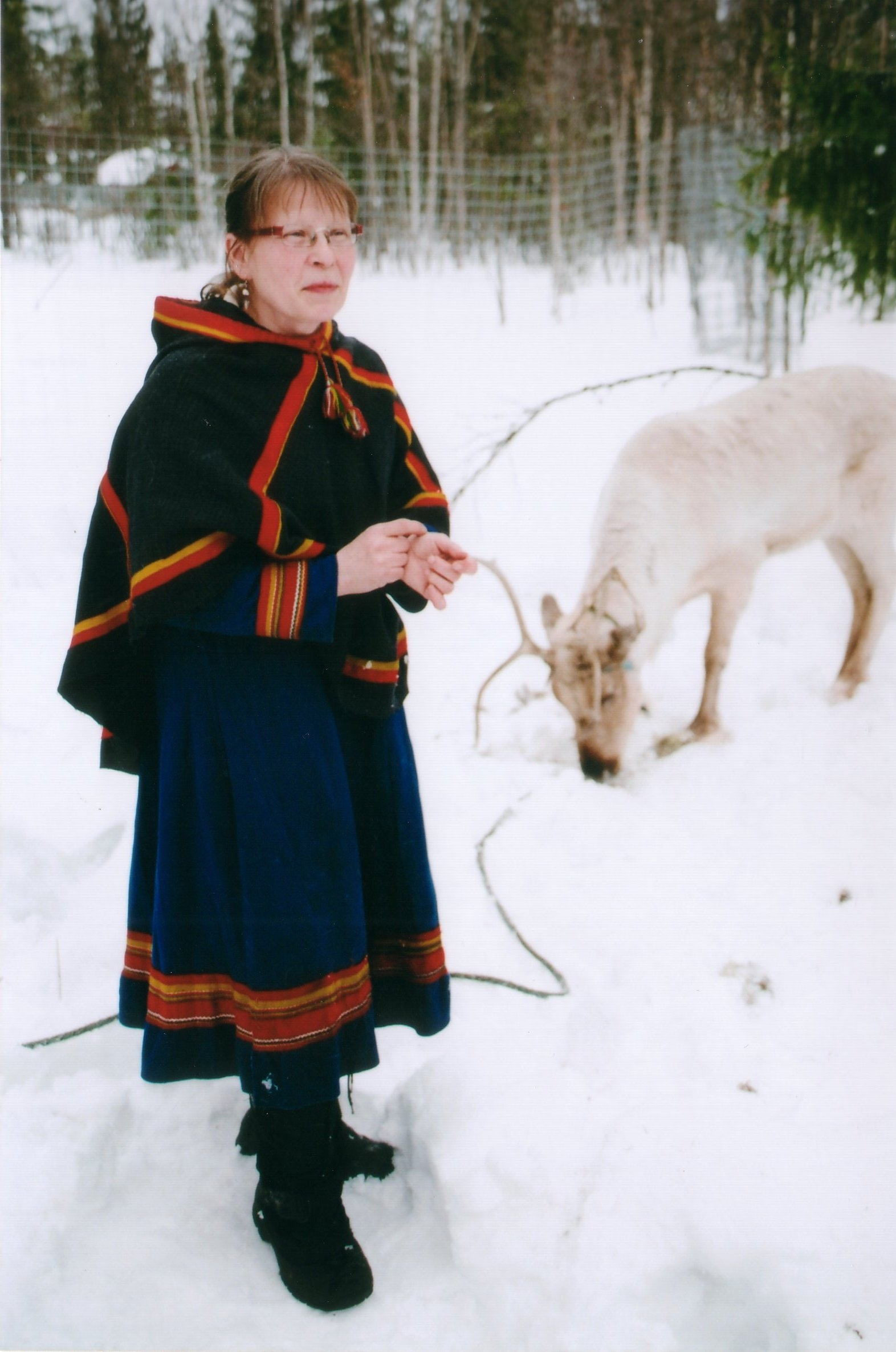
Samie et son renne

- Les Komis sont également appelés Zyrianes et habitent exclusivement en Russie, plus précisément dans la République des Komis mais également de manière plus sporadique dans le district autonome komi-permiak du Kraï de Perm (les « Permiaks »), dans la péninsule de Kola (oblast de Mourmansk), et sur le cours inférieur de l'Ob inférieur (Khantys-Mansis et Iamalie). Leur mode de vie est traditionnellement basé sur la chasse, la pêche et l'élevage de rennes. Ils parlent le komi, une langue permienne et se convertirent au christianisme à partir du XVe siècle.

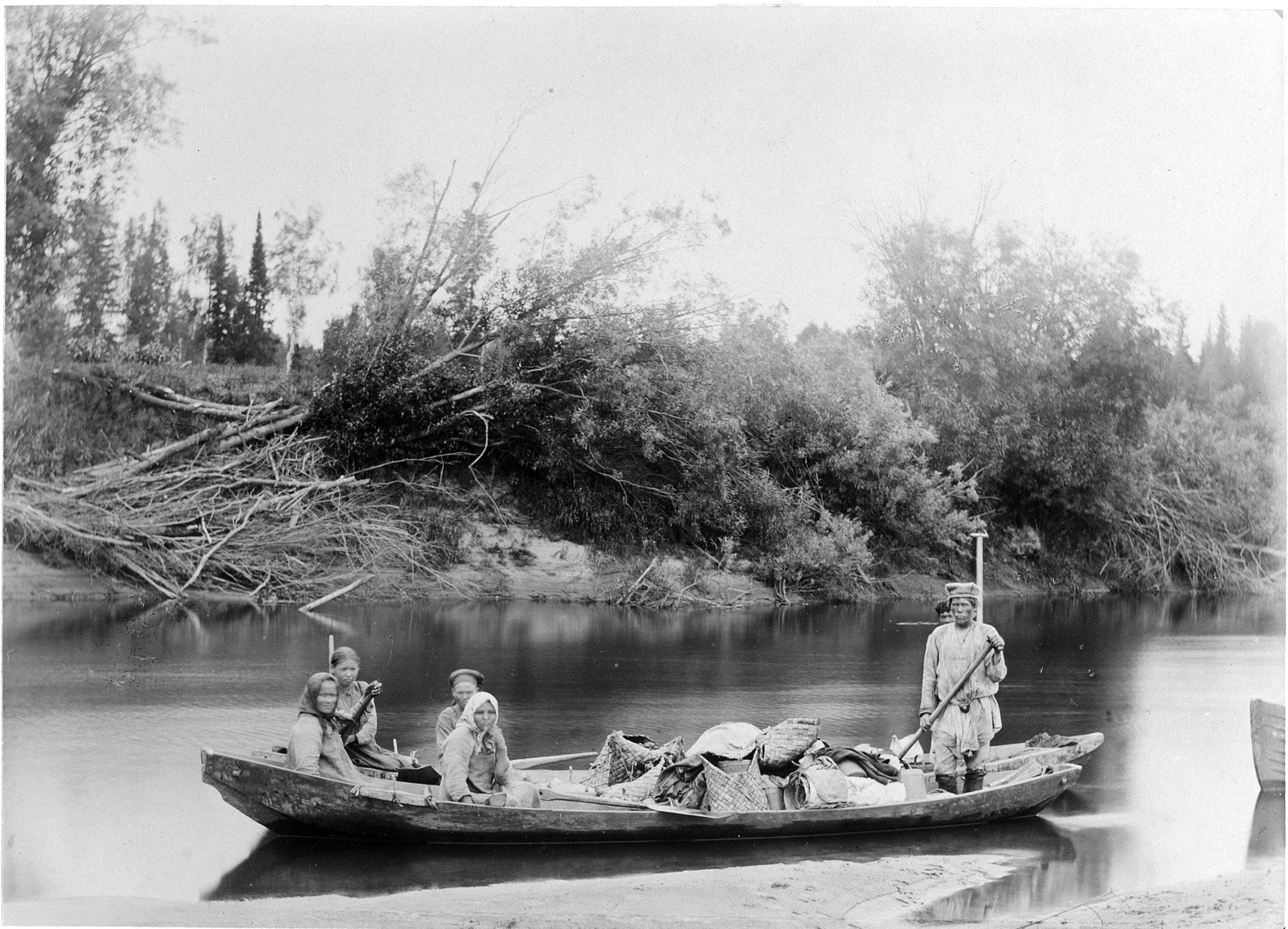
Komis revenant de la récolte de la plaquebière en 1890
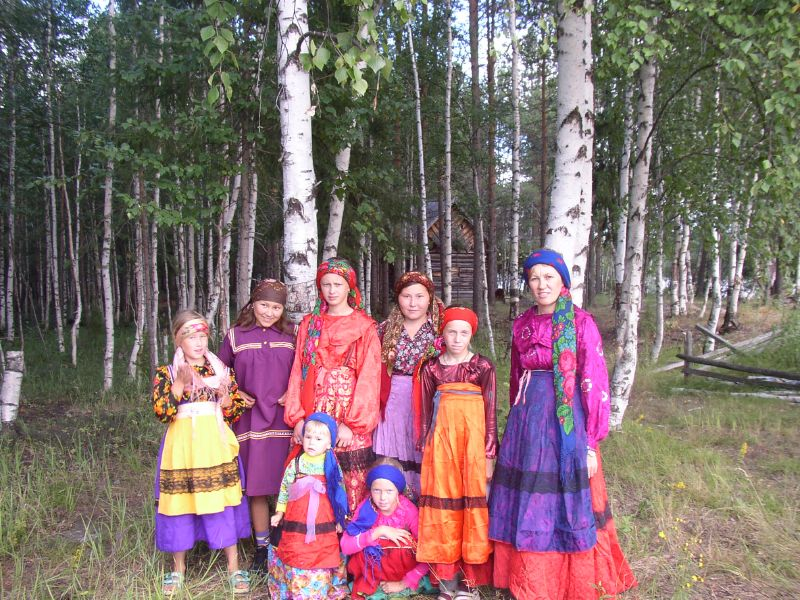
Groupe de Komis en 2006

### Autochtones sibériens
À la différence des autochtones européens, les autochtones sibériens ont subi une politique d'assimilation et de collectivisation forcée durant la période soviétique. Beaucoup ont été contraints à la sédentarisation, et des interdictions d'utilisation de leurs langues ou de pratiquer le chamanisme furent mises en place. Malgré les profonds dommages occasionnés, leur culture et leurs modes de vie subsistent toujours. On trouve les peuples suivants.
- Les peuples Samoyèdes vivent en Nénétsie, en Iamalie et dans le kraï de Krasnoïarsk. Ils se répartissent essentiellement entre Nénetses, Énètses et Nganassanes. Ils sont à l'origine de la race de chien de traineau samoyède, leur moyen de transport traditionnel. Ce sont des peuples nomades qui habitent dans des Chums ou Tchoums, tentes samoyèdes faites de peaux de renne. Les Samoyèdes pratiquent le chamanisme. Leur croyance se base sur l'existence de deux démiurge : Noum qui règne sur le ciel et Nga qui règne sur le monde souterrain. Ils régulent le monde tantôt en collaborant, tantôt en étant en compétition.

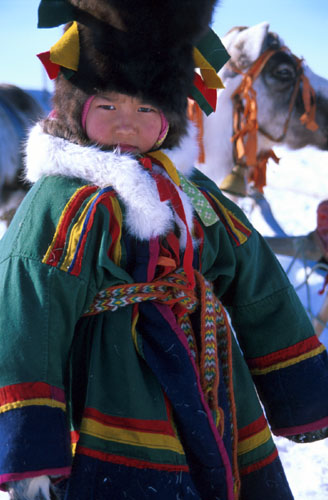
Enfant nénetse
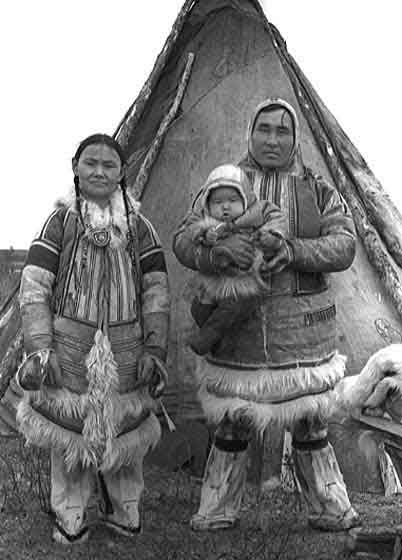
Famille nganassane
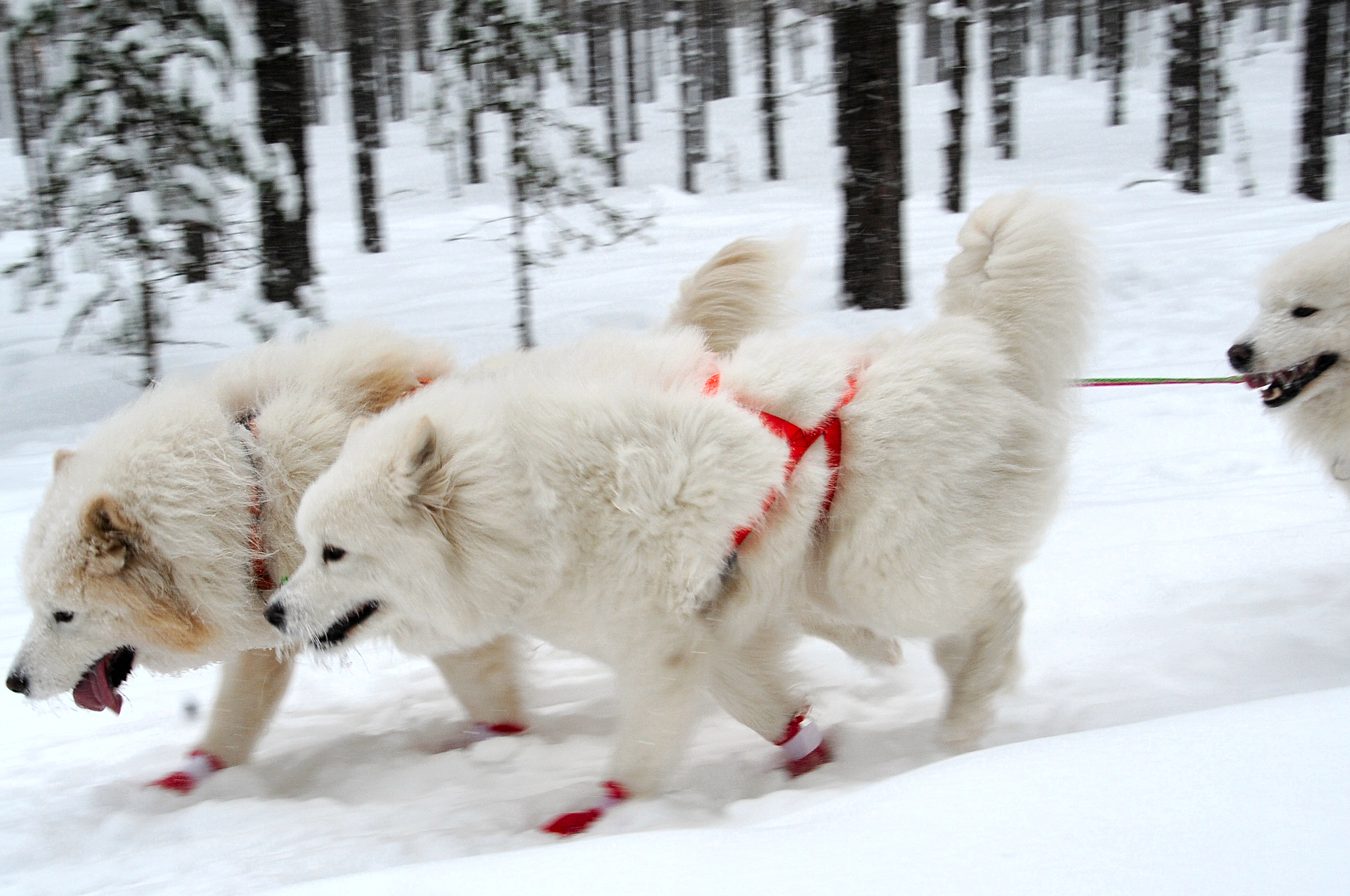
Chiens samoyèdes
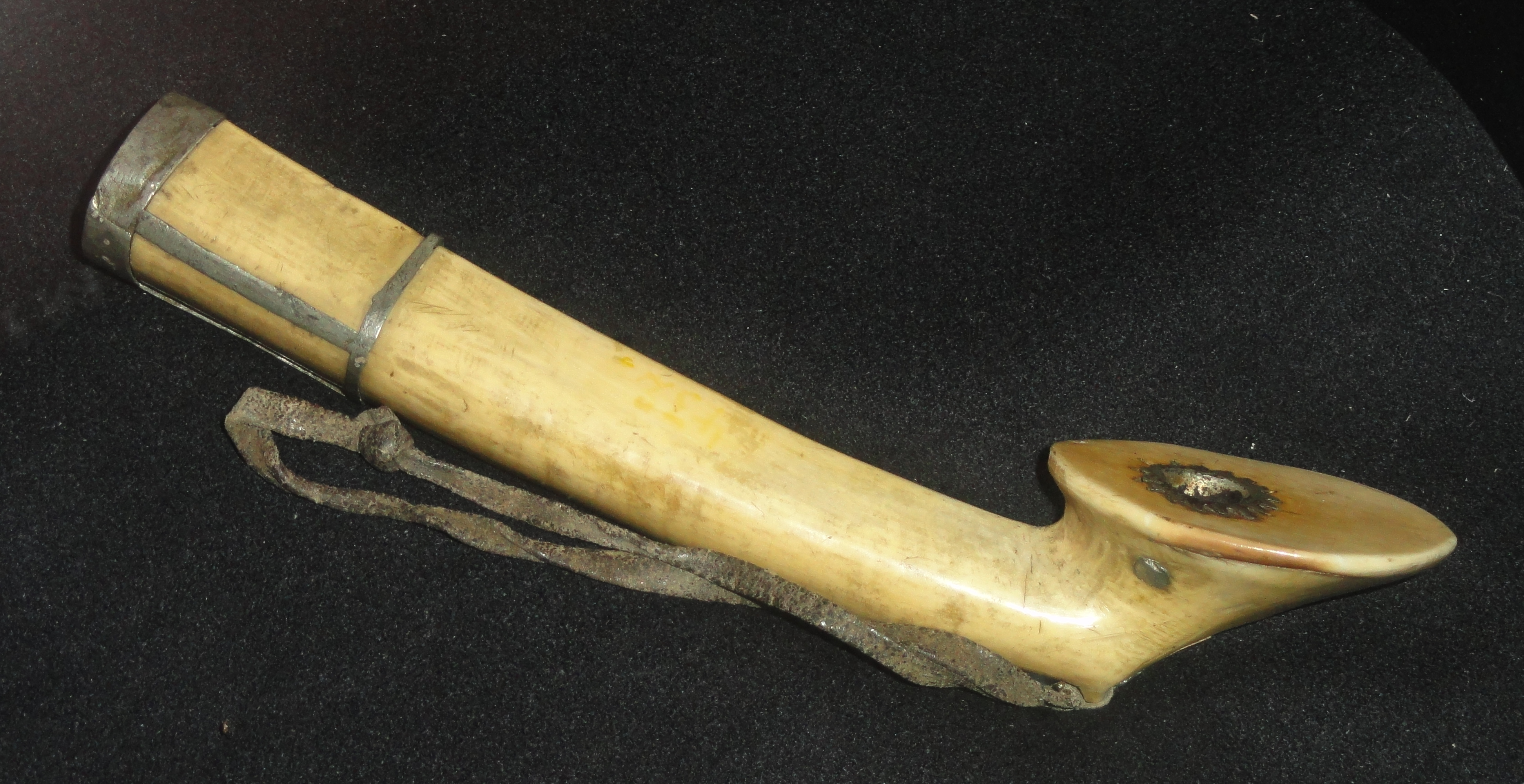
Pipe en os de mammouth

- Les peuples Toungouses sont représentés par Évènes et les Évenks, apparentés aux Mandchous. Ils vivent dans le nord de la République de Sakha, au Kamtchatka, en Tchoukotka, dans le kraï de Khabarovsk et dans le kraï de Krasnoïarsk. Ils vivent de chasse, de pêche et de l'élevage du renne.
- Les peuples Turcs sibériens, parlant les langues turques sibériennes sont représentés par les Iakoutes (appelés aussi Sakha) qui habitent dans la République de Sakha et les Altaïens qui habitent dans la République de l'Altaï et dans le kraï de l'Altaï. Ces peuples vivent traditionnellement dans des yourtes.
- Les peuples Paléo-sibériens sont des peuples du nord-est de la Sibérie vivant dans le kraï du Kamtchatka, l'oblast de Magadan et le district autonome de Tchoukotka. Ils parlent les langues paléo-sibériennes et semblent être les descendants des premiers habitants de la région. Les deux groupes les plus importants sont les Koriaks et les Tchouktches.

### Les Aïnous
Les Aïnous, appelés également Utaris, habitent l'île d'Hokkaidō au Japon ainsi que les îles Kouriles, l'île de Sakhaline et le Kamtchatka dans l'Est de la Russie. Les Aïnous sont les premiers habitants du Japon, à l'origine ils n'habitaient pas uniquement la taïga mais ils y furent refoulés par les Japonais après leur arrivée dans l'archipel. Ils vivent traditionnellement de la chasse, de la pêche et de la cueillette. Les Aïnous habitent dans des cises regroupées en petites communautés appelées kotan.

### Nord-Américains
- Les peuples algonquiens (Innus, Attikameks, Algonquins, Cris, Ojibwés) occupent la zone subarctique canadienne, depuis le Labrador jusqu'au centre de l'Alberta, où ils vivaient autrefois en petits groupes nomades.
- Les Dénés habitent les terres situées au nord du fleuve Churchill, Manitoba, à l'ouest de la baie d'Hudson. Dans leur langue, le territoire qu'ils occupent s'appelle le Denendeh, ce qui signifie la « Terre des Gens ». L'une des grandes revendications des Dénés est que leur soit reconnu définitivement le contrôle des terres sur lesquelles ils vivent. Ils parlent des langues athapascanes de la famille na-dené et ont été le premier peuple à s'établir dans ce qui est maintenant appelé les Territoires du Nord-Ouest.

## Activités économiques
- Ruée vers l'or du Klondike
- Sables bitumineux de l'Athabasca
- Champ pétrolifère Samotlor

Du fait d'une nature très fragile, les atteintes d'origine anthropique sur les zones de taïga restent visibles très longtemps. Il faut plusieurs siècles pour que les arbres repoussent jusqu'à leur hauteur adulte[réf. nécessaire].

## Transport

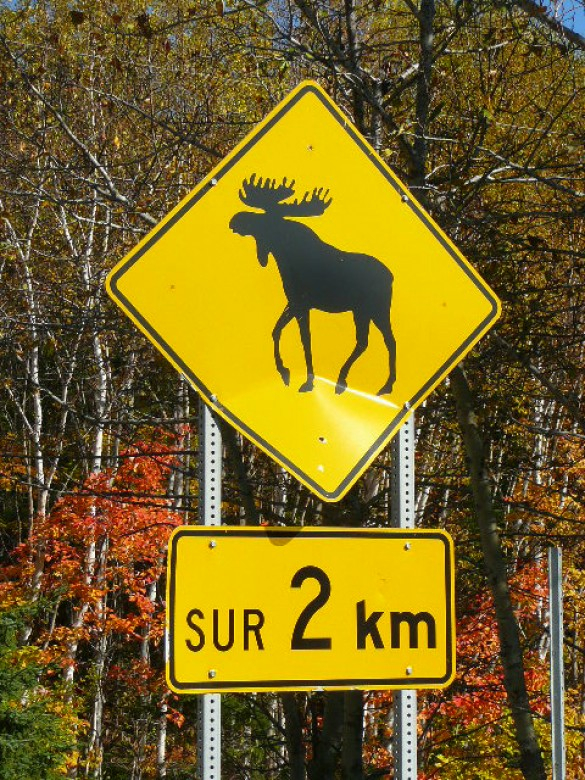
Au Québec, environ un millier de collisions avec un orignal ont lieu chaque année

## Culture
- L'Appel de la forêt
- Croc-Blanc
- Togo (film)
- Ermites dans la taïga
- Le Fils du loup
- Construire un feu
- Dersou Ouzala
- Balto (film)
- Le Grizzly (roman)
- Nomades du Nord
- L'Ours (film, 1988)

## Sports
- Iditarod Trail Sled Dog Race : Il s'agit d'une course annuelle de chien de traîneau qui a lieu en Alaska et dont le parcours s'étend sur 1757 km. Cette compétition commémore la course au sérum de 1925, lorsqu'en hiver, une épidémie de diphtérie frappe la ville de Nome bloquée par les glaces et le blizzard. Un traîneau mené par le musher Gunnar Kaasen et son chien de tête Balto parvint à rejoindre Nome avec le sérum et sauva la ville.
- Yukon Quest : C'est une course de chiens de traîneau de 1 648 kilomètres qui se déroule à travers le Yukon et l'Alaska. Elle est réputée pour être la plus difficile au monde et a lieu tous les ans au mois de février.